# Salomon Adler (Maler)

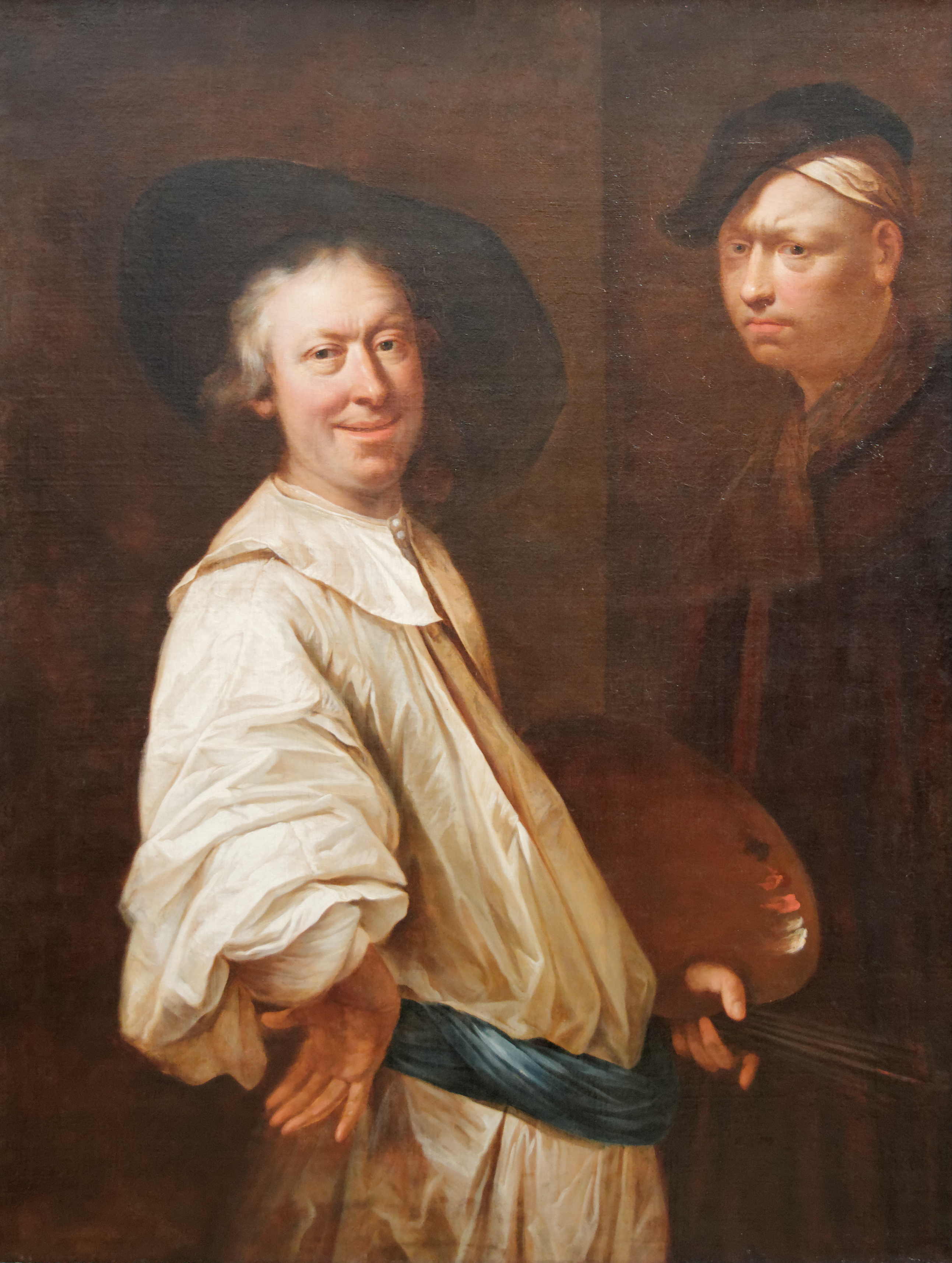
Salomon Adler: Selbstportrait des älteren Malers beim Malen seines Selbstportraits als junger Mann, Budapest

Salomon Adler (* 1630 in Danzig; † kurz nach 1691 oder 1709 in Mailand) war ein deutscher Porträtmaler des Barock. Er wirkte vor allem in Mailand und Bergamo.

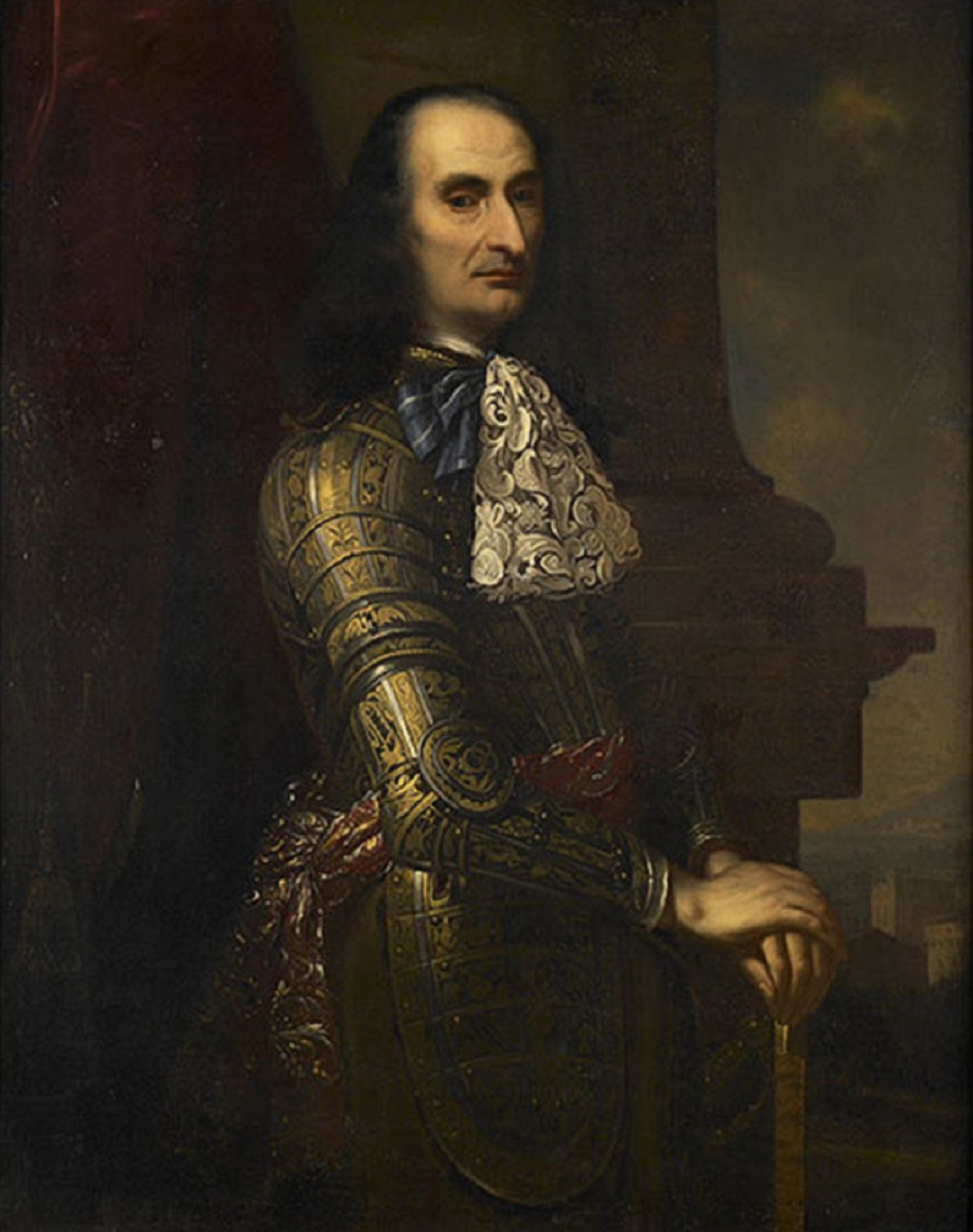
Vitaliano VI. Borromeo von Adler

Er findet sich auch als Salomon von Danzig, Salomone de Danzica oder Salomone dall’ Herr de Andegavia in der Literatur. Salomone dall’ Herr de Andegavia beruht auf Verhören (Andegavia steht für Danzig und insgesamt bedeutet es Salomon, Herr aus Danzig). Adler wird in einem Schreiben erwähnt, das auf der Rückseite eines vermutlichen Selbstporträts in der Pinacoteca di Brera war. Ältere Bezeichnungen lauten auf Monsieur oder Cavalier Salomon.

## Leben
Adler stammte aus einer Familie von Tuchbereitern in Danzig. Er war lutherischen Glaubens. Nach Drost deutet seine Malweise (mit Anlehnung an Rembrandt und dessen Vorliebe für orientalische Kleidung in seinen Porträts) auf eine frühe Ausbildung in Danzig hin. Möglicherweise war er wie der gleichaltrige Andreas Ruthardt beim Maler Daniel Schulz in Danzig in der Lehre und ging mit ihm wahrscheinlich vor 1653 nach Italien (1653 ist sein Taufeintrag in Danzig in Italien überliefert). Seine Bilder zeigen Einfluss von Porträtmalern aus Venedig (Nicolò Remieri und Tiberio Tinello). In den Jahren von 1679 bis 1691 war er nachweislich in Mailand. Er war als Porträtmaler sehr geschätzt.
Er war der Lehrer von Fra Galgario, der nach Mailand ging, um seine Werke zu studieren. Ein weiterer Schüler war Vittore Ghislandi (1655–1743), der ihn auch mehrfach porträtierte.
Rembrandt hat möglicherweise auch über seinen Schüler Wilhelm Drost auf ihn gewirkt, der zeitweilig in Venedig war. Außerdem wirkte die Schule der tenebrosi mit ihren hell-dunkel Kontrasten auf ihn.
Selbstbildnisse von Adler finden sich in Bergamo, Mailand (Breta Gallerie und Sammlung Franco Marinotti), Budapest (möglicherweise Replik des Selbstbildnisses in den Uffizien) und in den Uffizien. Neben Rembrandt wird auch der französische Hofmaler Hyacinthe Rigaud als Einfluss genannt. Das einzige von Adler signierte Werk ist das Bildnis eines jungen Mannes im Germanischen Nationalmuseum Nürnberg, das 1963 aus dem italienischen Kunsthandel erworben wurde. Bekannt sind über ein Dutzend Gemälde, fast alles Porträt (außer einer Judith und einer Allegorie).
1955 gab es eine Ausstellung zu ihm im Palazzo della Ragione (Bergamo).

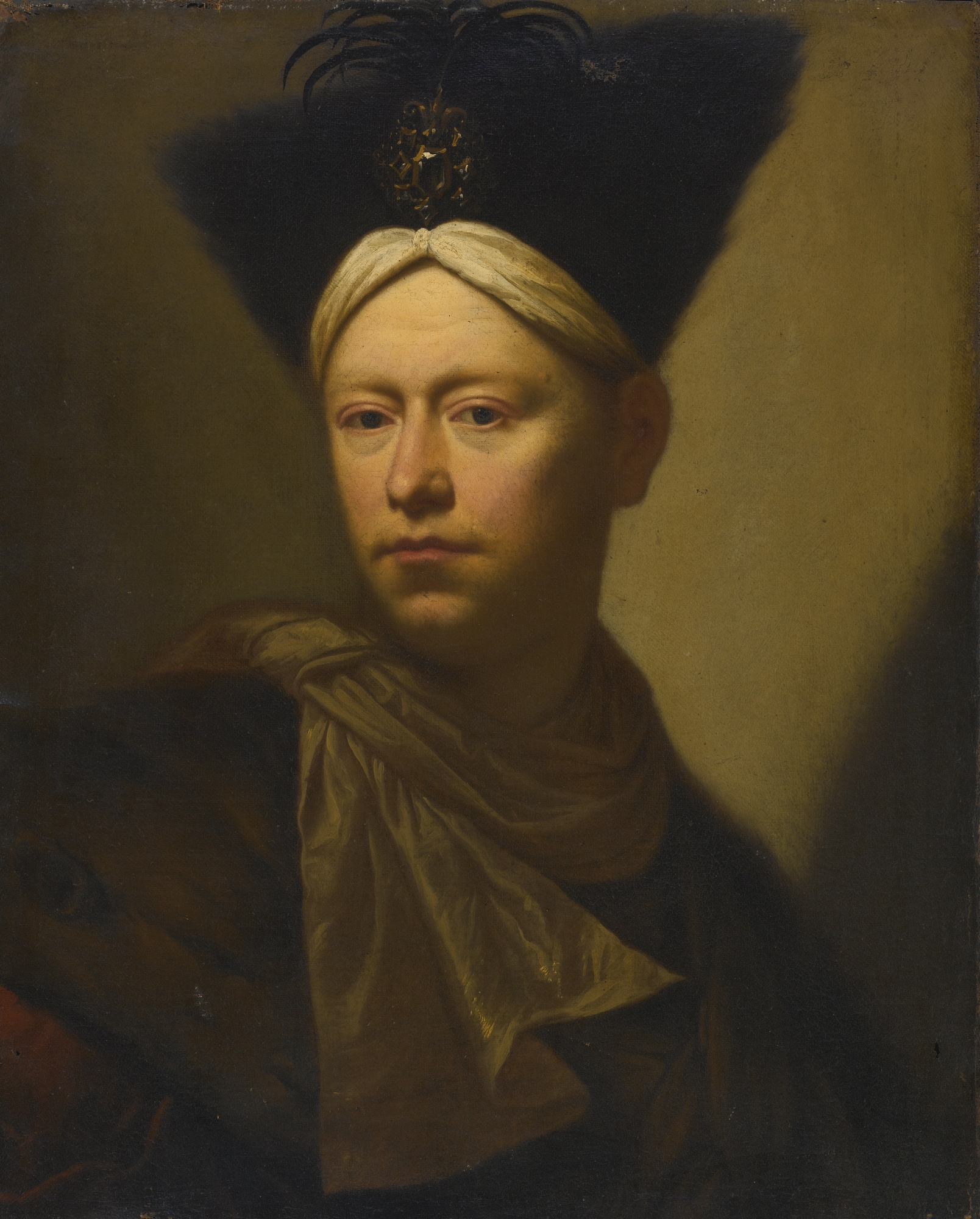
Salomon Adler, Selbstporträt, versteigert bei Sotheby's 2013